# Jessica Einaudi
Jessica Einaudi (* 7. Juni 1984 in Mailand) ist eine italienische Singer-Songwriterin. 

## Leben
Einaudi wuchs in Mailand auf, nahm dort als Jugendliche Gesangsunterricht und studierte Film und Theater. 2007 gründete sie mit Federico Albanese das Gesangsduo La Blanche Alchimie. 
2012 zog sie nach Berlin-Mitte und veröffentlichte 2014 unter dem Pseudonym J Moon das Album Melt. Das Nachfolgealbum Black and Gold erschien im Herbst 2018 unter ihrem eigenen Namen.

## Familie
Jessica Einaudi ist die Tochter des Pianisten und Komponisten Ludovico Einaudi. Ihre Mutter  Anna De Carlo ist Künstlerin und Designerin.